# Jean le Barrois des Barres
Pour les articles homonymes, voir Barres.
Jean des Barres, dit le Barrois, né vers 1350 et mort vers 1400 est un chevalier, issu de la Maison des Barres par la branche des seigneurs de La Guerche. Possessionné principalement en Bourbonnais et Nivernois, il fait toute sa carrière comme officier des ducs de Bourbon. Il est abondamment cité dans les récits contemporains comme la chronique de Jean Cabaret d’Orville, les chroniques de Jean Froissart et le livre des faits du maréchal Jean II Le Meingre.

## Biographie
Jean le Barrois est le fils de Guillaume des Barres, seigneur de Cours-les-Barres, Givry, Bois-Roserain... (de la branche cadette des Barres de La Guerche, cousine de celle de Guillaume II des Barres d'Oissery et probablement issue d'un autre fils de Guillaume Ier des Barres, Pierre des Barres ; une autre branche, plus cadette encore, celle des Barres de Chaumont, sortait d'Eudes/Odon des Barres, frère de Guillaume Ier ; mais la généalogie des Barres est assez confuse...), et de Marie de La Porte, dame de Bannegon. Par les La Porte, il est le cousin germain de Jean de Châteaumorand, et par alliance, le beau-frère de Jean II le Meingre, dit Boucicaut, maréchal de France, dont il sera, avec son beau-père Maurice Mauvinet, l’un des témoins du contrat de mariage avec la fille du vicomte de Turenne.
Il est seigneur de Bannegon, et aussi des fiefs nivernais de Neuvy-sur-Allier qui portera son nom, Cours-les-Barres, Givry (à Cours-les-Barres), Chitry, Bois-Rozerain (ou Bois-Rozeran, Bois-Rozère ; alias Bourrain, Bourin à La Guerche : cf. Société nivernaise, 1883/mai 1880 , p. 5-34, par Louis Roubet : lire en ligne, p. 6), hérités des seigneurs de la Guerche.
Il épouse Philippa Mauvinet, demi-sœur de Boucicaut II, fille de Maurice Mauvinet, chevalier, et de Florie de Linières, veuve du premier maréchal Boucicaut. Son fils Louis des Barres, fait chevalier en 1403 par son oncle maternel Boucicaut II au retour du Siège de Constantinople, épousera Jeanne, la sœur de Pierre de Giac, chambellan de Charles VII.

## Les campagnes
Jean des Barres suit le duc Louis II de Bourbon partout où il porte les armes — notamment lors de la Guerre de Cent Ans — le plus souvent aux côtés de son cousin Jean de Châteaumorand : campagne de Guyenne (1374), Siège de Nantes et chevauchée de Buckingham (1380), campagne de Flandres et bataille de Rosebecque, campagne du Poitou (1385), ost de l'Ecluse, expédition de Castille (1386), croisade de Barbarie et siège de Mahdia (1390), expédition de Bretagne (1394), Bataille de Nicopolis d'où il a survécu puisqu'on le retrouve en 1399 en Guyenne auprès du connétable Louis de Sancerre, à la suite de la déposition du roi Richard II.

## Les tournois
Jean des Barres a souvent participé à des joutes, tournois et ahaties. Il combat dès 1377 au tournoi de Saint-Omer contre le chevalier Vertaing. Au tournoi de Vannes en 1381, il rencontre Thomas de Hennefort et lui traverse l'épaule au premier coup d'épée. Devant le roi en 1388, à Montereau-Faut-Yonne, il bat l'Anglais Thomas Erpingham au cinquième coup d'épée. Lors de l'entrée d'Isabeau de Bavière à Paris en août 1389, il est l'un des 30 chevaliers du Soleil d’or participants aux tournois.

## Les fonctions régaliennes
Nommé chambellan du roi et capitaine de Châtillon-sur-Indre, la régence (Charles VI étant adolescent) lui demande, avec Châteaumorand et le Gallois d’Aulnay, d’assurer le maintien de l'ordre et d’organiser le guet lors de la Révolte des Maillotins (1382). En 1392, il est chargé de poursuivre Pierre de Craon qui avait attenté à la vie du connétable Olivier de Clisson, puis lors de la chasse aux Marmousets, il poursuit le même Clisson, arrête Bureau de La Rivière et engage Pierre le Bègue de Vilaines à se retirer en Castille.

## Héraldique

Blason famille fr des Barres (Nivernais)

Blason des Barres, seigneurs de La Guerche : d'or à la croix ancrée de sinople ; cri "les Barres"
Plusieurs sceaux de Jean des Barres sont répertoriés dans l’inventaire de la collection des pièces originales du Cabinet des titres de la BnF : 
- l’un, appendu à une quittance au receveur des aides pour la guerre en date du 25 octobre 1383 (Tome 203, Dossier 4491, Pièce 4.) est un sceau rond de 18 mm, cire rouge, avec l’empreinte d’une croix recercelée, avec la légende suivante : S • M • IEhAN DES BARRES •
- un autre, appendu également à une quittance au receveur général des aides en date du 3 août 1384 pour un hommage de la terre de Bannegon (Tome 203, Dossier 4491, Pièce 5.) est un sceau rond de 25 mm, cire rouge, représentant un écu penché, à une croix recercelée, timbré d'un heaume de profil, cimé d'un palmier, supporté par deux bouquets de palmes, avec la légende suivante : …h …S BAIRES ChLR

Un autre hommage de la terre de Bannegon, rendu à l'abbaye de Saint-Sulpice-lès-Bourges le 28 mai 1385 (Ad 18 - Tsc 439), présente un sceau de cire rouge de 26 mm, avec l'empreinte d'un écu à la croix recercelée, penché, timbré d'un heaume de profil à gauche, cité d'un plumail ; dans le champ, des palmes, avec la légende suivante : S.JEHAN DES BARES CHLR